# Robert Burks
Robert Burks (Chino, 4 juli 1909 – Newport Beach, 13 mei 1968) was een Amerikaanse cameraman. Hij werd bekend om zijn samenwerking met de bekende regisseur Alfred Hitchcock. In 1956 won hij een Oscar voor Best Cinematography voor de film To Catch a Thief (1955).

## Biografie
Na zijn schoolperiode kwam Burks terecht in de filmwereld van Hollywood. Eind jaren dertig werkte hij als special effects-technicus voor films. Uiteindelijk besloot Burks cameraman te worden. Zijn eerste film als cameraman was Jammin' the Blues (1944). In 1951 brak Burks door in de filmwereld met het camerawerk van zowel The Enforcer, een film noir met Humphrey Bogart in de hoofdrol, als Strangers on a Train, een thriller van Alfred Hitchcock. Die laatste film leverde hem ook zijn eerste Oscar-nominatie op.
Twee jaar later werkten Hitchcock en Burks opnieuw samen, ditmaal aan I Confess (1953), een misdaadfilm met Montgomery Clift en Karl Malden. In 1954 maakten het duo de overstap naar kleurenfilm met Dial M for Murder. In hetzelfde jaar nog werd Burks opnieuw genomineerd voor een Oscar, nu voor de film Rear Window (1954). 
Tot 1959 werkte Burks uitsluitend met Hitchcock samen, met uitzondering van de films The Vagabond King van Michael Curtiz, The Spirit of St. Louis (1957) van Billy Wilder en The Black Orchid (1958) van Martin Ritt. Voor de film Vertigo maakte hij gebruik van een unieke cameratechniek om een gevoel van hoogtevrees te creëren. De camera zoomde in terwijl hij naar achter schoof. Deze techniek werd later naar de film vernoemd (Vertigo shot) en werd door andere cinematografen toegepast in films als Jaws (1975), Goodfellas (1990) en The Lord of the Rings (2001). In 1956 kreeg Burks een Oscar voor zijn camerawerk in To Catch a Thief (1955). Tien jaar later werd Burks voor de vierde en laatste maal genomineerd voor een Oscar in de categorie Best Cinematography. Hij verzorgde toen het camerawerk van de film A Patch of Blue (1965) van regisseur Guy Green.
In 1968 kwam Burks op 58-jarige leeftijd om het leven tijdens een brand in zijn woning. Hij werd begraven te Huntington Beach.

## Filmografie als cinematograaf
| - 1944: Jammin' the Blues - 1944: Make Your Own Bed - 1945: Escape in the Desert - 1945: Star in the Night - 1946: The Verdict - 1948: To the Victor - 1949: A Kiss in the Dark - 1949: The Fountainhead - 1949: Task Force - 1949: Beyond the Forest - 1950: The Glass Menagerie - 1951: Close to My Heart - 1951: The Enforcer - 1951: Strangers on a Train - 1951: Tomorrow Is Another Day - 1951: Come Fill the Cup - 1952: Room for One More - 1952: Mara Maru - 1953: I Confess |  | - 1953: The Desert Song - 1953: So This Is Love - 1953: Hondo - 1954: The Boy from Oklahoma - 1954: Dial M for Murder - 1954: Rear Window - 1955: To Catch a Thief - 1955: The Trouble with Harry - 1956: The Man Who Knew Too Much - 1956: The Vagabond King - 1956: The Wrong Man - 1957: The Spirit of St. Louis - 1958: Vertigo - 1958: The Black Orchid - 1959: North by Northwest - 1959: But Not for Me - 1960: The Rat Race - 1961: The Great Impostor - 1961: The Pleasure of His Company |  | - 1962: The Music Man - 1963: The Birds - 1964: Marnie - 1965: Once a Thief - 1965: A Patch of Blue - 1967: A Convenant with Death - 1967: Waterhole #3 |

- Biblioteca Nacional de España: XX1297215
- Bibliothèque nationale de France: cb139306232 (data)
- Gemeinsame Normdatei: 138346518
- International Standard Name Identifier: 0000 0001 0878 5752
- Library of Congress Control Number: no92015365
- Nationale Bibliotheek van Tsjechië: xx0169203
- Nationale Bibliotheek van Israël: 987007436478005171
- Système universitaire de documentation: 066774829
- Virtual International Authority File: 22330656
- WorldCat: E39PCjJ74tWrbXTKtmjBTcKw4q